# 1386
1386 (MCCCLXXXVI) je bilo navadno leto, ki se je po julijanskem koledarju začelo na ponedeljek.

## Dogodki
- Poljska in Litva se združita
- Litva sprejme krščanstvo

## Rojstva
- Donatello, italijanski renesančni kipar († 1466)
- Ana Celjska, poljska kraljica († 1416)

## Smrti
- 24. februar - Karel III., neapeljski kralj, ogrsko-hrvaški kralj, ahajski vojvoda (* 1345)
- 27. april - Leonor Téllez de Meneses, portugalska kraljica, regentinja (* 1350)
- 9. julij - Leopold III. Habsburški, avstrijski, štajerski, koroški in kranjski vojvoda, tirolski grof (* 1351)
- 23. september  - Dan I., vlaški knez (* 1354)
- William Langland, angleški pesnik (* 1332)